# Споменик природе Стабло храста лужњака у к.о. Сопот
Споменик природе Стабло храста лужњака у к.о. Сопот налази се на парцели Српске православне црквене општине у атару села Сопот, на потезу Долњег села (Доње поље). Поред храста лужњака налази се и Црква Светог Архангела Гаврила коју мештани зову Црква Светог Ранђела. Ово дрво је законом заштићено од 1985. године, а његова старост процењује се на више стотина година. Висина дрвета прелази 21 м, обим стабла 5,86 м, висина круне 18,8 м, док пречник круне износи 29 метара.
Премда је под заштитом, храсту је крајем 20. и почетком 21. века у више наврата нанета велика штета, када су на око 1,6 метара од тла вандали извадили комад стабла површине око један метар квадратни. Трагачи за благом су једном приликом испод кореновог система избацили око десет кубних метара земље и направили велику рупу, озбиљно угрозивши виталност храста.
Храст лужњак је врло ретко дрво у пиротском крају, а животни век му је преко хиљаду година. У атару села Сопота постоје четири горостасна стабла, стара по неколико стотина година. Било их је много више, али су за време Првог и Другог светског рата Бугари наредили да се храстови посеку за огрев. Тако је једна изузетна природна реткост готово потпуно уништена јер је веома мало тих више стотина година старих стабала храстова лужњака.
У прошлости су храстови поред верских објеката, светих и култних места обележавани у посебним обредима, постајући на тај начин својеврсна светилишта. Свештеник би у присуству окупљених верника вршио освећење дрвета, тј. миросао га, којом приликом би усекао крст у кори дрвета. Отуда за храст лужњак и данас људи у локалном споразумевању кажу: код Пешиното миро, код Станковото миро, иако тих горостасних стогодишњих храстова већ давно нема.

## Галерија
- Стабло храста лужњака и Црква Светог Архангела Гаврила у атару Сопота